# Soleczniki (przystanek kolejowy)
Soleczniki (lit. Šalčininkai, ros. Шальчининкай) – zlikwidowany przystanek kolejowy w miejscowości Tartak i w pobliżu Solecznik, w rejonie solecznickim, na obecnej Litwie. Leżał na linii Równe – Baranowicze – Wilno.
Przystanek istniał przed II wojną światową. Działał jeszcze w 1990. Zlikwidowany został po upadku Związku Sowieckiego, gdy w jego pobliżu powstała litewsko-białoruska granica państwowa.
Zarówno w czasach polskich jak i przez większość okresu sowieckiego nosił nazwę Wielkie Soleczniki. Nazwa rosyjska zapisywana była Великие Солечники, będąc przekładem polskojęzycznej nazwy miasta i w takiej wersji pojawia się ona na mapach jeszcze w 1985. Na mapie z 1990 przystanek nazwany jest już Шальчининкай, co jest rosyjską transkrypcją litewskiego toponimu Šalčininkai